# 野本真也
野本 真也（のもと　しんや、1935年（昭和10年）10月12日 - 2021年（令和3年）10月10日）は、日本の神学者、聖書学者。専門は旧約聖書。Dr.theol.（ハンブルク大学、1966年）。同志社大学名誉教授。岡山県高梁市出身。キリスト教徒。

## 学歴
- 1954年 栃木県立宇都宮高等学校卒業
- 1958年 同志社大学神学部卒業
- 1960年 同志社大学大学院神学研究科修士課程修了
- 1962年 ハンブルク大学（ドイツ）神学部へ留学　Dr.theol.を1966年2月に取得

## 職歴
- 1960年4月-1962年9月 日本基督教団神戸教会伝道師
- 1967年4月-1968年3月 同志社大学神学部助手
- 1967年4月-1977年3月 同志社女子大学非常勤講師（兼任）
- 1968年4月-1971年3月 同志社大学神学部専任講師
- 1971年4月-1977年3月 同志社大学神学部助教授
- 1971年4月-1979年3月 京都大学文学部・同大学院文学研究科非常勤講師（兼任）
- 1971年12月-2012年3月 日本基督教団賀茂教会　牧師（代務者）
- 1977年4月 同志社大学神学部教授
- 1986年-1997年 同志社大学神学部長・同志社大学大学院神学研究科長
- 2006年3月 同志社大学神学部教授を退任、同志社大学名誉教授となる

- 1993年11月-2011年10月  学校法人同志社理事長
- 2009年6月- 2011年10月 キリスト教学校教育同盟 理事長
- 2012年4月- 2021年10月 日本基督教団賀茂教会　牧師

## 著書
- 『聖書学方法論』（共著）（日本基督教団出版局、1979年）
- 『総説旧約聖書』（共著）（日本基督教団出版局 1984年）
- 『新共同訳聖書注解Ⅰ』（共著）（日本基督教団出版局、1996年）
- 『新共同訳　聖書辞典』（共同監修）（キリスト新聞社、1997年）
- 『よくわかるキリスト教＠インターネット』（共著）（教文館、2003年）